# ネイサン・クレス
ネイサン・カール・クレス（英: Nathan Karl Kress、1992年11月18日 - ）は、アメリカの俳優、声優、モデル、ディレクター、監督。ニコロデオンのシットコム『iCarly』のフレディ・ベンソン役で知られる。

## 来歴
アメリカ・カリフォルニア州グレンデールに生まれる。二人の兄がおり、ともにショービジネスに携わっている。
4歳の時に、俳優業を始めた。その後、広告モデルや声優として活躍する。6歳の時に小学校へ通うため俳優業を一時休業した。しかし、11歳の時に学校の演劇の「裸の王様」で主役を演じた。これをきっかけに俳優業への復帰を決意し、5年生で学校をやめ、ホームスクーリングに切り替えた。
2005年4月に人生初テレビ出演となる、『ジミー・キンメル・ライブ!』に出演した。その後は、『Dr.HOUSE』や『WITHOUT A TRACE/FBI 失踪者を追え!』といったシリアスなドラマから、ディズニーチャンネルの『スイート・ライフ』といったコメディドラマなど様々なドラマにゲスト出演した。
2006年2月にはニコロデオンの『ドレイク&ジョシュ』に出演。この番組ではのちに『iCarly』で共演することになるミランダ・コスグローヴ演じるメーガンの誕生日パーティに出席するオタク少年・トプリンを演じた。撮影中に、製作総指揮を務めていたダン・シュナイダーとの出会いがきっかけで『iCarly』にフレディ役での出演につながる。
14歳に誕生日の数日後、フレディ役のオーディションに呼ばれた。数回のオーディションの後、ミランダ・コスグローヴとジェネット・マッカーディとともに撮影オーディションを行い、数日後、正式にフレディ役に決まった。番組は2007年の秋に初演する予定だったが、それまでに『ドレイク&ジョシュ』の彼が出演するシーンのカットが決まった。これは役柄も似ていたこともあり、幼いニコロデオンの視聴者が混乱することを避けるためである。
2007年9月に『iCarly』はスタートするとともに、すぐに人気番組となった。番組はニコロデオンの作品で最も10代に視聴された番組であり、クレスも彼らの間で人気者となった。彼の演技は、「オタカワ（"sweetly nerdy"）」とバラエティ誌の評論家に評された。
2014年に、ニコロデオンのシットコムHenry Dangerでディレクターを務めた。

## 私生活
クレスは2011年2月に高校を卒業し、父の母校でもあるカリフォルニア大学ロサンゼルス校への進学を希望した。『iCarly』の撮影中は、コスグローヴやマッカーディとともに家庭教師に勉強を教えてもらい、週末はホームスクーリングで勉強していた。
『ロード・オブ・ザ・リング』シリーズのファンである。また趣味は週末にサッカー、テニスをすること、サバイバルゲームやTVゲームである。彼はピュリティ・リングを付けている。
敬虔な福音主義であり、若いファンのすばらしいお手本になる責任を感じていると本人は語っている。
2015年5月に『イントゥ・ザ・ストーム』で共演した女優ロンドン・エリース・ムーアと婚約。自身のInstagramにプロポーズをする写真を投稿し、話題となった。同年11月にムーアと結婚した。結婚式には『iCarly』で共演したコスグローヴ、マッカーディ、ジェリー・トレイナーも出席した。
2017年12月には妻ロンドンとの間に第1子となる女児が誕生した。

## 出演作品

### 映画
| 公開年 | 日本語版の題名 原題                     | 役名                 | 備考     |
| ------ | --------------------------------------- | -------------------- | -------- |
| 1998   | ベイブ/都会へ行く Babe: Pig in the City | 子犬のイージー       | 声の出演 |
| 2005   | Pickled                                 | 弟                   |          |
| 2005   | チキン・リトル Chicken Little           | 雄犬                 | 声の出演 |
| 2007   | Magnus, Inc.                            | ジェイコブ           |          |
| 2007   | Bag                                     | アルバート           |          |
| 2007   | NimBlingDit                             | アラン               |          |
| 2008   | Gym Teacher: The Movie                  | ローランド・ワッフル | TV映画   |
| 2008   | iCarly: iGo to Japan                    | フレディ・ベンソン   | TV映画   |
| 2011   | Game of Your Life                       | フィリップ・リース   | TV映画   |
| 2013   | Snowflake, the White Gorilla            | エルビス             | 声の出演 |
| 2014   | イントゥ・ザ・ストーム Into the Storm   | トレイ               |          |
| 2017   | Alexander IRL                           | EJ                   |          |
| 2017   | Breaking Brooklyn                       | アルビーデイビス     |          |
| 2017   | 8 Bodies                                | 警官                 |          |

### テレビドラマ
| 放映年    | 日本語版の題名 原題                                     | 役名                        | 備考                                |
| --------- | ------------------------------------------------------- | --------------------------- | ----------------------------------- |
| 2005–2006 | ジミー・キンメル・ライブ! Jimmy Kimmel Live!            | スケッチする人              | 5エピソードに出演                   |
| 2005      | Dr.HOUSE House                                          | スコット                    | シーズン2、第6話に出演              |
| 2006      | 手裏剣スクール Shuriken School                          | アイザン・カブラギ          | 声の出演                            |
| 2006      | 交渉人 ～Standoff Standoff                              | 若き日のマット              | 第5話に出演                         |
| 2007      | WITHOUT A TRACE/FBI 失踪者を追え! Without a Trace       | 若き日のバリー              | 第107話に出演                       |
| 2007      | スイート・ライフ Suite Life of Zack & Cody              | ジェイミー                  | シーズン2 、第35話に出演            |
| 2007      | ドレイク&ジョシュ Drake & Josh                          | トプリン                    | 第56話に出演                        |
| 2007      | Notes from the Underbelly                               | 若き日のアンドリュー        | シーズン1 、第8話に出演             |
| 2007–2012 | アイ・カーリー iCarly                                   | フレディ・ベンソン          |                                     |
| 2010      | CSI:科学捜査班 CSI: Crime Scene Investigation           | メイソン・ウォード          | シーズン10 、第15話に出演           |
| 2010      | True Jackson, VP                                        | ガブリエル王子              | シーズン2 、第13話に出演            |
| 2010      | ザ・ペンギンズ from マダガスカル Penguins of Madagascar | ロナルド                    | 声の出演                            |
| 2011      | ビクトリアス Victorious                                 | 聴衆                        | ノンクレジット                      |
| 2012      | Figure It Out                                           | 本人                        | パネリストとして                    |
| 2013      | Mr. Young                                               | ピート                      | 2エピソードに出演                   |
| 2014      | サム&キャット Sam & Cat                                 | フレディ・ベンソン          | 1エピソード「iCarly」のキャラクター |
| 2014      | Major Crimes 〜重大犯罪課 Major Crimes                  | タイラー・ラング            | 1エピソード                         |
| 2016–2017 | スター・ウォーズ 反乱者たち                             | ウェッジ・アンティリーズ    | 声の出演                            |
| 2017      | ゲームシェイカーズ Game Shakers                         | 本人 (この回だけ演出も担当) | シーズン2 、第17話に出演            |
| 2018      | VEGAS/ベガス                                            | 本人                        |                                     |
| 2019      | Pinky Malinky                                           | ジェームス・ジェマーソン    |                                     |
| 2021–2023 | iCarly                                                  | フレディ・ベンソン          | シーズン３ではプロデューサーも兼任  |

### テレビゲーム
| 年   | 日本語版の題名 原題                  | 役名                     | 備考     |
| ---- | ------------------------------------ | ------------------------ | -------- |
| 2009 | iCarly                               | フレディ・ベンソン       | 声の出演 |
| 2010 | iCarly: iDream in Toons              | フレディ・ベンソン       | 声の出演 |
| 2010 | iCarly 2: iJoin the Click!           | フレディ・ベンソン       | 声の出演 |
| 2016 | レゴ スター・ウォーズ/フォースの覚醒 | ウェッジ・アンティリーズ | 声の出演 |